# 裴輝壁
裴輝壁（越南语：／；1744年10月3日—1818年5月25日），又作裴輝璧，字希章（越南语：／），號存庵（越南语：／），越南後黎朝官員、詩人、文學家、儒學學者。

## 生平
裴輝壁是山南上鎮常信府青池縣定功社（今屬河內市黃梅郡定功坊）人，景興五年八月二十八日（1744年10月3日）出生，父親是鄉村塾師。他少年時跟隨父親學習，17歲時師從進士阮伯佇。景興二十三年（1762年），裴輝壁19歲，考中鄉貢。次年會試不中，又師從黎貴惇，繼續學習。景興三十年（1769年），裴輝壁考中進士。
景興三十二年（1771年），裴輝壁被任命為翰林院校理、侍制。後被任命為添差府僚知戶番，兼東閣校書。景興三十八年（1777年），他出任乂安鎮督同，鎮壓叛亂。景興四十一年（1780年），升為乂安鎮協鎮，兼署乂安處參政。次年（1781年），靖王鄭森召他還朝，擔任入侍陪從。景興四十五年（1784年）夏四月，升參從，封繼烈侯。自從鄭棕兵變推翻鄭檊後，當時三府兵恃有擁立之功，驕横日甚，輝壁盡力調解安撫，但朝政敗壞之勢已經難挽。景興四十六年（1785年）春三月，裴輝壁力主為黎顯宗上尊號，並恢復舊時的朔望朝賀制度，以「扶帝室以收人心」；同時他又修葺了太學，奬勸儒賢，裁抑僥倖。景興四十七年（1786年）六月，阮惠率領西山軍進攻北河。端南王鄭棕以裴輝壁執政無功為由，貶他到前線擔任督戰。八月，新繼位的昭統帝重立鄭氏王府，晏都王鄭槰任命裴輝壁為同平章事兼行參從，他推辭不任，辭官返鄉。
此後，昭統帝、阮惠、阮福映都曾徵召他出仕，但均被他拒絕。嘉隆十七年（1818年），裴輝壁去世，壽七十五歲。

## 作品
裴辉壁著有《四書節要》、《五經節要》、《五經節要演義》、《少微節要大全》、《性理節要大全》、《書經節要》、《乂安詩集》、《存庵詩稿》、《存庵文稿》、《皇越文選》、《皇越詩選》、《旅中雜說》、《青池裴氏家譜》等。